# Rantoul (Illinois)
Rantoul é uma vila localizada no estado americano de Illinois, no Condado de Champaign.

## Demografia
Segundo o censo americano de 2000, a sua população era de 12.857 habitantes.
Em 2006, foi estimada uma população de 12.309, um decréscimo de 548 (-4.3%).

## Geografia
De acordo com o United States Census Bureau tem uma área de
19,0 km², dos quais 18,7 km² cobertos por terra e 0,3 km² cobertos por água. Rantoul localiza-se a aproximadamente 222 m acima do nível do mar.

## Localidades na vizinhança
O diagrama seguinte representa as localidades num raio de 20 km ao redor de Rantoul.